# 조선로동당 중앙위원회 정치국

조선로동당의 구조

조선로동당 중앙위원회 정치국(朝鮮勞動黨中央委員會政治局) 또는 조선로동당 중앙정치국(朝鮮勞動黨中央政治局)은 조선민주주의인민공화국 조선로동당의 최고 의사 결정 기관이다. 당대회나 당중앙위원회 전원회의가 장기간 열리지 않는 상황에서 당내 의사결정을 담당한다. 2021년 제8차 당대회를 통해 5명의 상무위원을 선출했다. 김정일 시대에는 정무국 중심의 1인 지도 체계였지만 김정은 시대에 들어 정치국 상무위원들을 중심으로한 정치국 중심의 집단지도체제를 형성하고 있다.

## 8기 중앙정치국 조직
(2021.9.7. 기준)
- 상무위원
  - 김정은: 당 총비서, 국무위원장, 당 중앙군사위원장
  - 최룡해: 최고인민회의 상임위원장, 국무위원회 제1부위원장
  - 리병철: 당중앙위원회 비서, 당중앙군사위원회 부위원장, 당중앙위원회 비서, 인민군 원수
  - 박정천: 당중앙군사위원회 부위원장, 당중앙위원회 비서, 인민군 원수
  - 김덕훈: 내각 총리
  - 조용원: 당중앙위원회 비서, 당 조직지도부 제1부부장, 당 중앙군사위원

- 위원
  - 박태성: 당 중앙위 비서, 당 선전선동부장, 최고인민회의 의장
  - 정상학: 당중앙검사위원회 위원장, 당 중앙위 비서
  - 리일환: 당 중앙위 비서, 당근로단체부장
  - 최상건: 당 중앙위 비서, 당 과학교육부장
  - 김재룡: 당 조직지도부장
  - 오일정: 당 군정지도부장, 당 중앙위 비서
  - 김영철: 당 통일전선부장
  - 권영진: 인민군 총정치국장, 당 중앙군사위원
  - 오수용: 당 중앙군사위원, 당 경제부장
  - 김정관: 국방상, 당 중앙군사위원
  - 정경택: 국가보위상, 당 중앙군사위원
  - 리영길: 사회안전상, 당 중앙군사위원
  - 리선권: 외무상[4]

- 후보위원
  - 박태덕: 당 규율조사부장, 당 중앙검사위 부위원장
  - 박명순: 당 경공업부장
  - 허철만: 당 간부부장
  - 리철만: 당 농업부장
  - 김형식: 당 법무부장
  - 태형철: 최고인민회의 상임위원회 부위원장
  - 김영환: 평양시당 책임비서
  - 박정근: 국가계획위원회 부위원장
  - 양승호: 내각부총리
  - 전현철: 당 경제정책실장
  - 김성남: 당 국제부장

## 같이 보기
- 조선로동당 중앙위원회 정치국 상무위원회
- 조선로동당 중앙위원회 비서국
- 조선로동당 중앙위원회 검열위원회